# 강진 백련사 사적비
강진 백련사 사적비(康津 白蓮寺 事蹟碑)는 대한민국 전라남도 강진군, 백련사에 있는 고려시대의 석비이다. 2004년 1월 26일 대한민국의 보물 제1396호로 지정되었다.

## 개요
이 비는 백련사 대웅전에서 오른쪽으로 약 50여m 떨어진 지점에 위치하고 있는 높이 447cm 규모의 전형적인 석비(石碑)이다. 귀부(龜趺), 비신(碑身), 이수(이首)로 구성되어 있는데, 귀부는 고려시대의 조성으로, 비신과 이수는 1681년(조선 숙종 7)에 조성되어 각기 서로 다른 건립연대를 보이고 있다.
귀부는 지대석(地臺石)과 더불어 화강암 일석(一石)으로 조성되었다. 용두(龍頭)는 목을 움츠리고 정면을 응시하고 있는데, 입은 상 하 7개의 가지런한 이빨로 꽉 다문 모습이며, 하단에는 길게 수염이 흘러 목주름까지 늘어져 있다. 위 입술은 약간 들려 눈은 삼각형의 구도 안에 동그란 눈동자가 볼륨있게 표현되었다. 용두의 뿔은 목 뒤로 흐르며 2조로 갈라지면 비좌(碑座)에 연결되어 있다. 귀부의 등면은 너비 30cm의 음각선으로 곽을 조성한 후 내부에 당초문(唐草紋)을 양각했다. 귀갑문(龜甲紋)은 6각형으로 내부에는 연화문을 새겼다. 네 발은 모두 5개의 발가락을 지녔으며, 꼬리는 왼쪽으로 틀어 올렸다. 귀부의 중앙 상면에는 비좌가 조성되었는데, 측면에는 초화문(草花紋)이 양각되었고, 상면에는 118cm×15cm 규모의 비신공(碑身孔)이 마련되었다. 전체적인 양식으로 보아 고려시대 전기에 조성된 것으로 추정된다. 귀부의 크기는 227cm×190cm×110cm이다.
비신은 2면비로 전 후면에는 비문이, 양 측면에는 초화문을 양각했 다. 비신 전면의 상단에는 자경 15cm 크기의 전서체로〔만덕산백련사비〕라 새겼고, 횡서로〔전라도강진만덕산백련사사적비〕라 기록하고 있다. 뒷면에는 당시 불사(佛事)에 참여한 사람의 인명이 기록되어 있다. 비문은 조정저(1631~1690)가 지었고, 현록대부랑선군 이우(1639~1693)가 썼는데, 상단의 전서만은 가덕대부랑원군 이간(?~1699)이 썼다. 말미의 명문으로 보아 1681년(조선 숙종 7년)에 조성했음을 알 수 있다. 이수에는 우진각지붕의 형태로 하단에는 목조건축의 겹처마를 사실적으로 표현했다. 정상에는 2마리의 용이 등을 맞대고 서로 반대 방향을 보고 있는 형상인 바, 매우 사실적인 조각수법을 보이고 있다. 비신의 크기는 234cm×118cm×29cm이며, 이수는 170cm×75cm이다.
백련사 사적비(事蹟碑)는 귀부와 비신의 건립연대가 서로 다른 상태이다. 그럼에도 불굴하고 전체적으로 보아 귀부는 보존상태가 매우 양호하고, 조각수법도 뛰어나 고려시대 전기의 작풍을 고스란히 지니고 있다. 사적비 역시 전형적인 조선시대 석비의 양식을 잘 보여주고 있는데, 특히 양 측면에 양각된 초화문은 이 시대의 석비로서는 특이한 예이다. 따라서 백련사사적비는 귀부와 석비가 비록 시대를 달리하고 있지만, 각 부재가 지닌 양식상의 특성으로 보아 보물로서 충분한 가치가 있으므로 국가지정문화재로 지정되었다.

## 현지 안내문
백련사 사적비는 대웅전에서 북서쪽으로 약 50미터 떨어진 곳에 자리하고 있다. 백련사에는 이 비 외에도 고려 명종 때의 문선 최자(1188-1260)가 지은 원묘국사의 비 등 여러개의 석비가 있었으나, 현재는 이 비만 남아 있다.
이 비는 조선 숙종 7년(1681) 5월에 세워졌으며, 비문은 홍문관 수찬을 지낸 조종저(1631-1690)가 찬하고 낭성군 이우(1637-1693)가 글씨를 썼으며 동생인 낭원군 이간(1640-1699)의 전서를 썼다. 비문은 모두 19갱으로 이루어졌으며 1행은 45자로 구성되었는데, 백련사의 중수, 원묘국사의 행정, 그리고 백련결사 등에 대한 내용이다. 비의 뒷면에는 비의 건립에 참여한 72명의 승려명 및 인명이 음각되어 있다.
비문에 따르면 고려시대 최자가 왕명을 받들어 지은 비가 있었으나 비신(비의 몸돌)은 유실되었고 귀부(거북이 모양의 받침돌)만 남았다고 한다. 이후 숙종 신유년(1681)에 다른 돌로 비를 세웠는데 귀부는 옛 것을 사용했다고 한다.

## 같이 보기
- 백련사

## 참고 자료
- 강진 백련사 사적비 - 국가유산청 국가유산포털